# Gran Premio di Milano

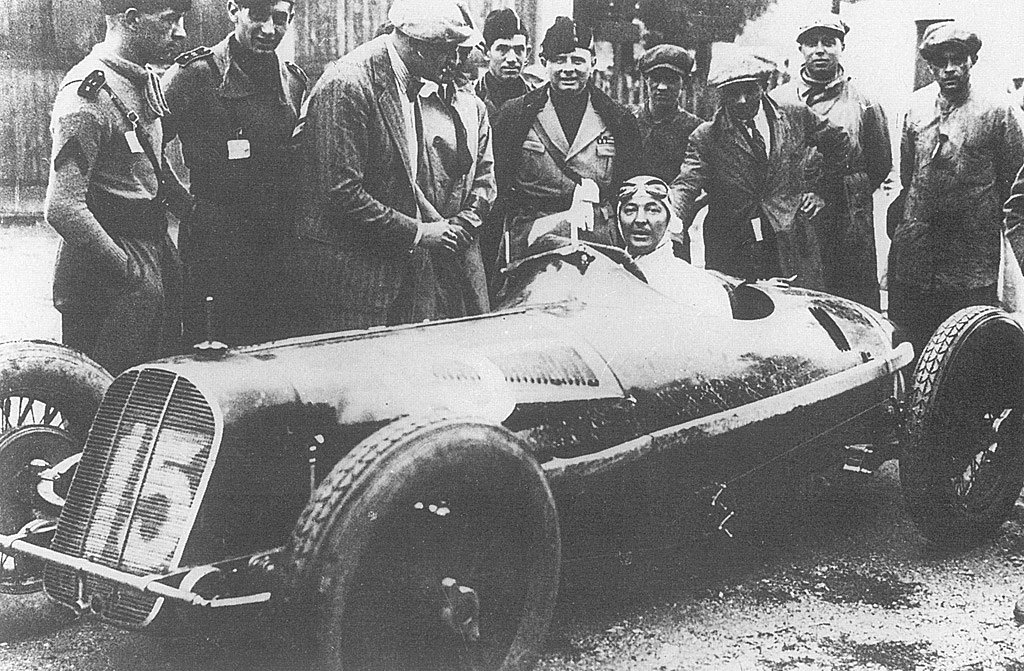
Pietro Bordino im Fiat 806 beim Gran Premio di Milano 1927.

Der Gran Premio di Milano (deutsch Großer Preis von Mailand; auch Circuito di Milano) war ein internationales Rennen für Automobile in Italien, das zwischen 1926 und 1946 auf dem Autodromo di Monza in Monza bzw. im Parco Sempione in Mailand insgesamt sechs Mal ausgetragen wurde.

## Geschichte
Der erste Gran Premio di Milano wurde am 12. September 1926 im Autodromo di Monza in den Klassen Formula Libre, Voiturettes und Cyclecars über eine Distanz von 400 Kilometern ausgetragen. Erster Sieger in der Formula Libre war der Italiener Bartolomeo Costantini auf Bugatti T35C. Im folgenden Jahr wurde das Rennen zusammen mit dem großen Preis von Italien in Monza veranstaltet. Es siegte der Fiat-Werksfahrer Pietro Bordino auf Fiat 806.
Nach einer achtjährigen Pause wurde der Gran Premio di Milano 1936 und 1937 auf einer 2,570 km langen Piste im Parco Sempione in Mailand ausgetragen und stand Grand-Prix-Fahrzeugen offen. Er zog die international dominierenden deutschen und italienischen Werksteams mit ihren Spitzenfahrern an, zählte aber nie zu den Grandes Épreuves der vom internationalen Automobilsportverband AIACR ausgeschriebenen Grand-Prix-Europameisterschaft. In beiden Jahren siegte der Modeneser Alfa-Romeo-Werksfahrer Tazio Nuvolari.
Am 29. September 1946 war der Gran Premio di Milano im Parco Sempione eines der ersten international bedeutsamen Rennen nach dem Zweiten Weltkrieg in Italien. Sieger auf der neuen, 2,8 km langen Strecke wurde der Vorkriegs-Spitzenpilot Carlo Felice Trossi auf einem Alfa Romeo Tipo 158, der ebenfalls bereits vor dem Krieg erfolgreich war.
Im Jahr 1947 wurde der Große Preis von Italien im Parco Sempione ausgetragen und der Gran Premio di Milano fand nicht mehr statt.

## Ergebnisse
| Auflage | Jahr          | Strecke                    | Klasse                     | Sieger                           | Zweiter                      | Dritter                      | Pole-Position               | Schnellste Runde                                            |
| ------- | ------------- | -------------------------- | -------------------------- | -------------------------------- | ---------------------------- | ---------------------------- | --------------------------- | ----------------------------------------------------------- |
| I       | 1926          | Monza                      | FL                         | Bartolomeo Costantini (Bugatti)  | Jules Goux (Bugatti)         | Arturo Farinotti (Bugatti)   | unbekannt                   | Bartolomeo Costantini (Bugatti)                             |
| II      | 1927          | Monza                      | FL                         | Pietro Bordino (Fiat)            | unbekannt                    | unbekannt                    | unbekannt                   | unbekannt                                                   |
|         | 1928 bis 1935 | kein Gran Premio di Milano | kein Gran Premio di Milano | kein Gran Premio di Milano       | kein Gran Premio di Milano   | kein Gran Premio di Milano   | kein Gran Premio di Milano  | kein Gran Premio di Milano                                  |
|         |               |                            |                            |                                  |                              |                              |                             |                                                             |
| III     | 1936          | Parco Sempione             | GP                         | Tazio Nuvolari (Alfa Romeo)      | Achille Varzi (Auto Union)   | Giuseppe Farina (Alfa Romeo) | Tazio Nuvolari (Alfa Romeo) | Achille Varzi (Auto Union)                                  |
| IV      | 1937          | Parco Sempione             | GP                         | Tazio Nuvolari (Alfa Romeo)      | Giuseppe Farina (Alfa Romeo) | Hans Ruesch (Alfa Romeo)     | Tazio Nuvolari (Alfa Romeo) | Tazio Nuvolari (Alfa Romeo)                                 |
|         | 1938 bis 1945 | kein Gran Premio di Milano | kein Gran Premio di Milano | kein Gran Premio di Milano       | kein Gran Premio di Milano   | kein Gran Premio di Milano   | kein Gran Premio di Milano  | kein Gran Premio di Milano                                  |
| V       | 1946          | Parco Sempione             | GP                         | Carlo Felice Trossi (Alfa Romeo) | Achille Varzi (Alfa Romeo)   | Consalvo Sanesi (Alfa Romeo) | Achille Varzi (Alfa Romeo)  | Achille Varzi (Alfa Romeo) und Giuseppe Farina (Alfa Romeo) |

| Legende   | Legende                                                                                              | Legende                                                     |
| Abkürzung | Klasse                                                                                               | Kommentar                                                   |
| --------- | --- | ----------------------------------------------------------- |
| F1        | Formel 1                                                                                             | Formel-1-Weltmeisterschaft ab 1950                          |
| F2        | Formel 2                                                                                             |                                                             |
| FL        | Formula libre                                                                                        | Fahrzeugklasse in der Regel vom Veranstalter ausgeschrieben |
| SW        | Sportwagen                                                                                           |                                                             |
| TW        | Tourenwagen                                                                                          |                                                             |
| GP        | Grand-Prix-Fahrzeuge                                                                                 |                                                             |
|           | ↓ Durchgehende graue Linien zeigen an, wann in der Geschichte auf einem neuen Kurs gefahren wurde. ↓ |                                                             |
|           | |                                                             |
|           | Einträge mit hellrotem Hintergrund waren keine Läufe zur Automobil- bzw. Formel-1-Weltmeisterschaft. |                                                             |
|           | Einträge mit gelbem Hintergrund waren Läufe zur Europameisterschaft.                                 |                                                             |